# Macroglossum alluaudi
Macroglossum alluaudi é uma mariposa da família Sphingidae. É conhecida a partir das Seicheles.
Existem três manchas laterais amarelo-alaranjadas no abdómen. A parte superior da asa traseira tem uma cor amarelo cromo, ligeiramente sombreada com laranja. A franja é vermelha, às vezes com uma faixa vermelha estreita.